# Медайна (Миннесота)
Меда́йна (англ. Medina) — город в округе Хеннепин, штат Миннесота, США. На площади 69,7 км² (66,2 км² — суша, 3,4 км² — вода), согласно переписи 2000 года, проживают 4005 человек. Плотность населения составляет 60,5 чел./км².
- Телефонный код города — 763
- Почтовый индекс — 55340, 55357, 55359
- FIPS-код города — 27-41480[1]
- GNIS-идентификатор — 1690854[2]